# Alastair Reynolds
Pour les articles homonymes, voir Reynolds.
Œuvres principales
- Cycle des Inhibiteurs
- Série Les Enfants de Poséidon
- Série Les Enfants de Poséidon
- La Millième Nuit
- Mémoire de métal

Alastair Reynolds, né le 13 mars 1966 à Barry au pays de Galles, est un auteur britannique de « hard » science-fiction et de space opera. Il a acquis une reconnaissance littéraire avec les romans qui constituent son Cycle des Inhibiteurs.

## Biographie
Alastair Reynolds, né le 13 mars 1966 à Barry, passe son enfance entre Cornouailles et pays de Galles. Vers l'âge de 8 ans, il découvre le genre de la science-fiction avec des récits de Arthur C. Clarke et de Isaac Asimov, publiés dans la revue Speed & Power. Alors qu’il est écolier, lors d'une eisteddfod, il gagne déjà un prix littéraire. Le poster du système solaire accroché au mur de sa chambre lui a donné le goût des étoiles. La série documentaire de Carl Sagan, Cosmos lui a soufflé le rêve de devenir un jour astronome. Et les séries télévisées, les comics, la série Les Sentinelles de l'air ont développé chez lui un imaginaire « SF » qu’il exprime en écrivant des nouvelles, un premier roman à treize ans et un second à dix-huit, jamais publiés.
À dix-huit ans, il s'abonne à Interzone, auquel il envoie ses récits, régulièrement refusés. Mais en 1990, le magazine de science-fiction finit par acheter et publier la nouvelle Nunivak Snowflakes,.
À dix-neuf ans, il rejoint l’université de Newcastle pour trois années d'études de physique et d’astronomie. En 1988, il entre à l'université de St Andrews, en Écosse, pour poursuivre son doctorat d’astronomie. En 1991, Reynolds se rend aux Pays-Bas où il enseigne dans le monde universitaire et travaille pour l’Agence spatiale européenne sur des nouvelles optiques pour les télescopes. Vivant à Noordwijk avec sa compagne d'origine française, il continue d'écrire beaucoup de nouvelles entre 1989 et 1999.
Alastair Reynolds a longtemps mené de front ses deux carrières, celle d’écrivain et d’astrophysicien. Mais en 2004, il décide de se consacrer entièrement à l’écriture, abandonnant son emploi à l'Agence spatiale européenne.
Le contrat qu'il signe avec la maison d'édition Victor Gollancz Ltd en 2009 conforte la renommée de l'écrivain. En contrepartie d'un million de livres, Alastair Reynolds s'engage à fournir dix œuvres en l'espace de dix ans.

## Œuvre littéraire
Une partie des nouvelles qu'il écrit entre 1989 et 1999 dessinent un univers cohérent. De Un espion sur Europe (1997) et Galactic North (1999), publiés par Interzone, à The Great Wall of Mars (en 2000, chez Spectrum SF), ces histoires forment un socle pour l'univers du cycle des Inhibiteurs, que l’on retrouvera dans ses romans.
Son premier roman, L'Espace de la révélation, publié en 2000 en Grande-Bretagne, est un succès critique et public très rapide. Son space opera ne compte ni planète impériale, ni bataille galactique, ni faune extra-terrestre : au contraire, incapables de dépasser la vitesse de la lumière, les Humains se déplacent rarement et lentement dans un univers semé des traces d’anciens extra-terrestres disparus et de machines intelligentes destructrices. Le scénario est complexe, sombre et torturé. Les Inhibiteurs, ennemis de la race humaine, sont, comme les Bersekers de Fred Saberhagen, des machines programmées pour détruire toute forme de vie intelligente.
Quatre romans sont parus, qui forment le Cycle des Inhibiteurs, et plusieurs nouvelles participent du même ensemble, dont deux ont été traduites en français à ce jour.
En 2009, il souhaitait s'atteler à une trilogie de romans sur le thème de l'exploration de la galaxie par l'Homme, dans les 11 000 prochaines années. L'Afrique y serait notamment le foyer des futures technologies,. Ce projet lui a été inspiré par sa visite du centre spatial Kennedy et sa volonté de montrer l'exploration de l'espace, selon lui importante pour la survie de l'espèce humaine, sous un jour plus positif. C'est ainsi qu'en 2012, il publie La Terre bleue de nos souvenirs, premier volume du cycle Les Enfants de Poséidon, dont les principaux protagonistes sont issus de la famille africaine Akinya, au XXIIe siècle. « Je voulais retourner aux racines de la colonisation spatiale. Je voulais aussi imaginer un futur dominé par l’Afrique et raconter la saga d’une puissante famille africaine », explique-t-il au sujet de ce roman.
Bien qu'il soit parfois associé au courant de la hard science-fiction et qu'il admette que son œuvre puisse être considérée comme telle, Alastair Reynolds déclarait en 2009 « ne pas aimer beaucoup d'ouvrages publiés comme hard SF », ajoutant que « la plupart était des conneries réactionnaires et de droite ». À cet égard, il a fustigé l'influence de l'américain Robert Heinlein sur la science-fiction. Il a aussi été agacé de la campagne des Sad Puppies, groupe de fans de science-fiction de l'alt-right américaine, pour placer leurs ouvrages de prédilection aux prix Hugo 2015,. Toutefois, l'auteur britannique se défend de vouloir introduire des éléments politiques dans son œuvre, à la différence de son compatriote China Miéville.

## Œuvres

### Cycle des Inhibiteurs
1. L'Espace de la révélation, Presses de la Cité, 2002 ((en) Revelation Space, 2000), trad. Dominique Hass  (ISBN 2-258-05841-4)
2. La Cité du gouffre, Presses de la Cité, 2003 ((en) Chasm City, 2001), trad. Dominique Hass  (ISBN 2-258-05864-3)Prix British Science Fiction du meilleur roman 2001
3. L'Arche de la rédemption, Presses de la Cité, 2004 ((en) Redemption Ark, 2002), trad. Dominique Hass  (ISBN 2-258-06355-8)
4. Le Gouffre de l'absolution, Presses de la Cité, 2005 ((en) Absolution Gap, 2003), trad. Dominique Hass  (ISBN 2-258-06647-6)
5. (en) The Prefect, 2007
6. (en) Elysium Fire, 2018
7. (en) Inhibitor Phase, 2021
8. (en) Machine Vendetta, 2024

### SérieLes Enfants de Poséidon
1. La Terre bleue de nos souvenirs, Bragelonne, 2015 ((en) Blue Remembered Earth, 2012), trad. Laurent Queyssi  (ISBN 978-2-35294-875-9)
2. Sous le vent d'acier, Bragelonne, 2016 ((en) On The Steel Breeze, 2013), trad. Laurent Queyssi  (ISBN 979-10-281-0083-4)
3. Dans le sillage de Poséidon, Bragelonne, 2017 ((en) Poseidon's Wake, 2015), trad. Laurent Queyssi  (ISBN 979-10-281-0513-6)

### SérieVengeresse
1. Vengeresse, Bragelonne, 2018 ((en) Revenger, 2016), trad. Benoît Domis  (ISBN 978-2-35294-640-3)Prix Locus du meilleur roman pour jeunes adultes 2017
2. (en) Shadow Captain, 2019
3. (en) Bone Silence, 2020

### SérieLa Maison des soleils
1. La Millième Nuit, Le Bélial', coll. « Une heure-lumière » no 39, 2022 ((en) Thousandth Night, 2005), trad. Laurent Queyssi, 144 p.  (ISBN 978-2-38163-053-3)
2. La Maison des soleils, Le Bélial', 2024 ((en) House of Suns, 2008), trad. Pierre-Paul Durastanti, 512 p.  (ISBN 978-2-38163-129-5)Grand prix de l'Imaginaire du meilleur roman étranger 2025
3. Les Nuits de Belladone, 2024 ((en) Belladonna Nights, 2017), trad. Laurent QueyssiPubliée dans la revue Bifrost no 114, Le Bélial'

### UniversDoctor Who
- La Moisson du temps, Milady, 2014 ((en) Harvest of Time, 2013), trad. Marianne Durand  (ISBN 978-2-8112-1127-1)

### Romans indépendants
- La Pluie du siècle, Presses de la Cité, 2008 ((en) Century Rain, 2004), trad. Dominique Hass  (ISBN 978-2-258-07025-7)
- Janus, Presses de la Cité, 2011 ((en) Pushing Ice, 2005), trad. Florence Dolisi  (ISBN 978-2-258-07924-3)
- De l'espace et du temps, Le Bélial', coll. « Une heure-lumière » no 50, 2024 ((en) Understanding Space and Time, 2005), trad. Laurent Queyssi, 112 p.  (ISBN 978-2-38163-125-7)
- (en) Terminal World, 2010
- Mémoire de métal, Bragelonne, 2021 ((en) Slow Bullets, 2015), trad. Benoît Domis  (ISBN 979-10-281-1892-1)Prix Locus du meilleur roman court 2016
- Les Chroniques de Méduse, Bragelonne, 2018 ((en) The Medusa Chronicles, 2016), trad. Laurent Queyssi  (ISBN 979-10-281-0910-3)Écrit avec Stephen Baxter.
- (en) The Iron Tactician, 2016
- (en) Permafrost, 2019
- Éversion, Le Bélial', 2023 ((en) Eversion, 2022), trad. Pierre-Paul Durastanti, 320 p.  (ISBN 978-2-38163-075-5)

### Recueil de nouvelles
- Diamond Dogs, Turquoise Days, Pocket, coll. « Science-fiction », 2006 ((en) Diamond Dogs, Turquoise Days, 2003), trad. Sylvie Denis  (ISBN 2-266-14537-1)
- (en) Zima Blue and Other Stories, 2006
- (en) Galactic North, 2006
- (en) Deep Navigation, 2010
- (en) The Revelation Space Collection, Volume 1, 2025
- (en) The Revelation Space Collection, Volume 2, 2025
- La Grande Muraille de Mars, Le Bélial', 2025, trad. Florence Dolisi, Pierre-Paul Durastanti et Laurent Queyssi, 680 p.  (ISBN 978-2-38163-075-5)À paraître le 9 octobre 2025

### Nouvelles
- (en) Great Wall of Mars, 2000
- (en) Glacial, 2001
- (en) A Spy in Europa, 1997
- (en) Weather, 2006
- (en) Dilation Sleep, 1990
- (en) Grafenwalder's Bestiary, 2006
- (en) Nightingale, 2006
- Galactic North ((en) Galactic North, 1999)Parue dans la revue Bifrost no 43, Le Bélial'
- Diamond Dogs, 2006 ((en) Diamond Dogs, 2001)
- Turquoise Days, 2006 ((en) Turquoise Days, 2002)
- Bleu Zima, 2023 ((en) Zima Blue, 2005)Parue dans la revue Bifrost no 110, Le Bélial'
- Capsule d'urgence, 2025 ((en) Trauma Pod, 2012)Parue dans la revue Bifrost no 117, Le Bélial'
- Une représentation brillante, 2025 ((en) Polished Performance, 2020)Publiée dans Hors-série 2025, Le Bélial', coll. « Une heure-lumière »